# Pierre Toussaint Bonnaire
Pour les articles homonymes, voir Bonnaire.
Pierre Toussaint Bonnaire, né le 1er novembre 1813 à Lyon et mort le 4 novembre 1882 dans la même ville, est un sculpteur français en particulier connu pour sa statue de L'Homme de la Roche.

## Œuvres
- Une partie des sculptures décorant la balustrade qui couronne l'Hôtel de Ville de Lyon.
- Jean Cléberg ou Cléberger (1485-1546), bienfaiteur des hôpitaux de Lyon. Statue en pierre. H. 4m60. Inaugurée à Lyon, sur le quai Pierre-Seize, le 16 septembre 1849.
- Guillaume Coustou (1677-1746), statuaire. Buste en marbre. Signé et daté de 1853. Palais des Arts, à Lyon.